# Leonel Duarte (zapaśnik)
Leonel Barata Duarte (ur. 17 kwietnia 1949 w Escalos de Baixo, zm. 20 lipca 2013) – portugalski zapaśnik walczący w stylu klasycznym. Trzykrotny olimpijczyk. Zajął 21. miejsce w Meksyku 1968; siedemnaste w Monachium 1972 i piętnaste w Montrealu 1976. Startował w kategorii do 52 kg.

## Letnie Igrzyska Olimpijskie 1968
| Konkurencja          | Rundy eliminacyjne     | Rundy eliminacyjne     | Klas. końcowa |
| Konkurencja          | Przeciwnik I           | Przeciwnik II          | Miejsce       |
| -------------------- | ---------------------- | ---------------------- | ------------- |
| 52 kg styl klasyczny | Miroslav Zeman (TCH) P | Ahmed Chahrour (SYR) P | 21.           |

## Letnie Igrzyska Olimpijskie 1972
| Konkurencja          | Rundy eliminacyjne       | Rundy eliminacyjne        | Klas. końcowa |
| Konkurencja          | Przeciwnik I             | Przeciwnik II             | Miejsce       |
| -------------------- | ------------------------ | ------------------------- | ------------- |
| 52 kg styl klasyczny | Vasilios Ganotis (GRE) P | Kōichirō Hirayama (JPN) P | 17.           |

## Letnie Igrzyska Olimpijskie 1976
| Konkurencja          | Rundy eliminacyjne       | Rundy eliminacyjne | Klas. końcowa |
| Konkurencja          | Przeciwnik I             | Przeciwnik II      | Miejsce       |
| -------------------- | ------------------------ | ------------------ | ------------- |
| 52 kg styl klasyczny | Muhammad Karmus (MAR) DQ | Rolf Krauß (FRG) P | 15.           |